# Ahilik
Ahilik est une organisation mise en place sous l’Empire ottoman, permettant de former les apprenants aux métiers du commerce et de l’artisanat.

## Historique
Les Turcs ont commencé à s'installer en Anatolie dans la seconde moitié du XIe siècle. Le gouvernement seldjoukide, encourageait ceux qui préféraient une vie sédentaire dans les villes. Après que les Mongols aient commencé à occuper Khorosan au début du XIIIe siècle, les habitants de Khorosan se sont réfugiés en Anatolie et le gouvernement seldjoukide a installé certains des nouveaux arrivants dans les villes. Ainsi, une classe d'artisans et de marchands musulmans est apparue dans l'histoire de l'Anatolie.

## L'émergence des Ahilik
Ahi Evren, un prédicateur musulman, est arrivé en Anatolie avant les invasions mongoles à Khorosan. Il travaillait comme marchand de cuir à Kayseri et a commencé à organiser les artisans musulmans dans les villes. Cette organisation a été baptisée de son nom. Il s'est installé à Konya et après les invasions mongoles à Denizli et Kırşehir où il est mort.

## Ahilik: puissance politique
Après la bataille de Kösedağ en 1243, les Seldjoukides étaient alliés des Mongols d'Ilkhanate et pendant le vide du pouvoir en Anatolie, diverses tribus ou seigneurs de guerre locaux ont établi leurs principautés en tant que vassaux des Ilkhanides. Les Ahilik d'Ankara ont acquis leur semi-indépendance sous la suzeraineté mongole vers la fin du siècle (vers 1290). Cependant, Ahi Beylik, contrairement aux autres, n'était pas dirigé par une dynastie. C'était une fraternité religieuse et commerciale qui peut être décrite comme une république peu différente des républiques mercantiles de l'Europe médiévale.

## La fin d'Ahi Beylik
En 1354, Ankara a été brièvement annexée par Orhan Bey de l'Empire ottoman (alors connu sous le nom de beylik). Bien que les Ahilik aient tenté de restaurer leur indépendance après la mort d'Orhan, en 1362, Murat Ier a mis fin au pouvoir politique des Ahi et ils ont été intégrés à l'Empire ottoman. Plus tard, certains dirigeants Ahilik sont même devenus des bureaucrates ottomans.